# Heinrich Mederow
Heinrich Mederow (* 20. September 1945 in Königs Wusterhausen) ist ein ehemaliger Ruderer aus der Deutschen Demokratischen Republik, der 1972 eine olympische Bronzemedaille mit dem Achter gewann.
Mederow startete für die SG Dynamo Potsdam und trainierte bei Johannes Wudanz. 1970 wurde er zusammen mit Wolfgang Ribguth sowie den Zwillingen Jörg und Bernd Landvoigt Zweiter bei den DDR-Meisterschaften im Vierer ohne Steuermann.
1972 entstand aus dem Potsdamer Vierer ohne Steuermann und dem Vierer mit Steuermann des SC Dynamo Berlin ein neuer DDR-Achter, der bei den Olympischen Spielen auf der Regattastrecke Oberschleißheim in der Besetzung Hans-Joachim Borzym, Jörg Landvoigt, Harold Dimke, Manfred Schneider, Hartmut Schreiber, Manfred Schmorde, Bernd Landvoigt, Heinrich Mederow und Steuermann Dietmar Schwarz antrat. Der Achter belegte im Vorlauf den dritten Platz hinter den Booten aus der Sowjetunion und aus den Niederlanden, gewann aber sein Halbfinale vor den Booten aus der Sowjetunion und aus den Vereinigten Staaten. Im Finale siegten die Neuseeländer, mit sechs Hundertstelsekunden Rückstand auf die Vereinigten Staaten erruderten die DDR-Ruderer die Bronzemedaille.
Im Jahr darauf gewann Mederow mit einem aus fünf Vereinen zusammengesetzten Achter seinen einzigen DDR-Meistertitel. In der Besetzung Heinrich Mederow, Detlef Lamm, Friedrich-Wilhelm Ulrich, Andreas Decker, Stefan Semmler, Bernd Landvoigt, Karl-Heinz Prudöhl, Werner Klatt und Steuermann Karl-Heinz Danielowski gewann der DDR-Achter in Moskau den Europameistertitel.
Der gelernte Diesellok-Schlosser arbeitete nach einem Studium an der DHfK als Rudertrainer bei Dynamo Potsdam. Seit seiner Pensionierung als Polizist war er als Trainer tätig. Nach den für den Deutschen Ruderverband nicht sonderlich erfolgreichen Ruder-Weltmeisterschaften 2007 sprang Mederow zusätzlich als Assistent für Bundestrainerin Jutta Lau ein.